# Katerina Glyniadakī
Katerina Glyniadakī (in greco Κατερίνα Γλυνιαδάκη?; La Canea, 17 settembre 1986) è un'ex cestista greca.

## Carriera
Centro di 196 cm, ha giocato in Serie A1 con Chieti.